# Organisch moderierter und gekühlter Reaktor
Ein organisch moderierter und gekühlter Reaktor (englisch organically moderated and cooled reactor, OCR, auch organic moderated reactor experiment, OMRE) ist ein Typ eines Kernreaktors, bei dem ein organischer Stoff als Kühlmittel und Moderator zum Einsatz kommt. In allen bisher gebauten Reaktoren dieses Typs wurde ein Gemisch aus Biphenyl und Terphenyl verwendet. Grundsätzlich können aber alle Kohlenwasserstoffe verwendet werden, weil sie aus den Elementen Kohlenstoff und Wasserstoff bestehen, die beide sehr gut Neutronen moderieren. Beispielsweise verwendete Otto Hahn bei der Entdeckung der Kernspaltung einen Block aus Paraffin als Moderator.
Der Aufbau eines organisch moderierten und gekühlten Reaktors entspricht im Wesentlichen einem Druckwasserreaktor: in einem großen Reaktor befinden sich zahlreiche Brennelemente, die vom organischen Kühlmittel umspült werden. In den Brennstäben findet die nukleare Kettenreaktion statt. Die dabei freigesetzte Wärme wird vom Kühlmittel abgeführt. In einem Wärmeübertrager übergibt das organische Kühlmittel seine Energie an Wasser, das dabei verdampft. Der Dampf treibt Turbinen an, diese wiederum einen Generator, der den elektrischen Strom erzeugt.

## Nachteile
Neben den bekannten Gefahren aller Kernkraftwerke haben organisch moderierte und gekühlte Reaktoren vor allem einen entscheidenden Nachteil: durch die hohen Temperaturen in der Nähe der Brennstäbe wird das Kühlmittel mit der Zeit gecrackt. Dieser Prozess wird durch die starke Radioaktivität begünstigt (Radiolyse). Dadurch scheidet sich auf den Brennelementen elementarer Kohlenstoff (Ruß) ab, weswegen sie von Zeit zu Zeit sehr aufwändig gereinigt werden müssen.

## Gebaute Einheiten
Bis heute wurden nur sehr wenige Reaktoren dieses Typs gebaut, und in absehbarer Zeit werden auch keine Neubauten erfolgen. In der folgenden Liste sind vier Beispiele aufgeführt:
| Standort    | Name der Anlage                   | Status                                                                    | Leistung                                                                  | Inbetriebnahme                                                            | Abschaltung                                                               |
| ----------- | --------------------------------- | ------------------------------------------------------------------------- | ------------------------------------------------------------------------- | ------------------------------------------------------------------------- | ------------------------------------------------------------------------- |
| Deutschland | Kernkraftwerk Obrigheim           | ursprünglich als OMRE geplant, aber als Druckwasserreaktor fertiggestellt | ursprünglich als OMRE geplant, aber als Druckwasserreaktor fertiggestellt | ursprünglich als OMRE geplant, aber als Druckwasserreaktor fertiggestellt | ursprünglich als OMRE geplant, aber als Druckwasserreaktor fertiggestellt |
| USA         | Kernkraftwerk Piqua               | Stillgelegt                                                               | 45,5 MW thermisch, 12 MW elektrisch                                       | 1. Juli 1963                                                              | 1. Januar 1966                                                            |
| USA         | OMRE am Idaho National Laboratory | Stillgelegt                                                               | ?                                                                         | ?                                                                         | ?                                                                         |
| Kanada      | WR-1                              | Stillgelegt                                                               | 60 MW thermisch                                                           | 1965                                                                      | 17. Mai 1985                                                              |